# Steven Amiez
Steven Amiez (* 7. September 1998) ist ein französischer Skirennläufer. Er startet hauptsächlich im Slalom sowie vereinzelt im Riesenslalom.

## Karriere
Amiez feierte sein internationales Renndebüt im Dezember 2014 bei einem FIS-Rennen im Skigebiet Isola 2000. Sein erstes internationales Großereignis bestritt er bei den Juniorenweltmeisterschaften 2019 im italienischen Val di Fassa, wobei er im Slalom im zweiten Durchgang ausschied. Bis zu diesem Zeitpunkt war Amiez hauptsächlich bei FIS-Rennen sowie diversen Nationalen Meisterschaften an den Start gegangen.
Am 26. Januar 2020 gab Amiez sein Weltcupdebüt beim prestigeträchtigen Slalom am Ganslernhang in Kitzbühel. Er konnte sich allerdings nicht für den zweiten Durchgang qualifizieren. Am 23. Februar 2022 gewann er sein erstes Europacuprennen, und nur drei Tage später gewann er seine ersten Weltcuppunkte, als er beim Slalom in Garmisch-Partenkirchen den 17. Rang belegte. Die Europacupsaison 2022/23 schloss er als Zweiter hinter dem Norweger Halvor Hilde Gunleiksrud ab, wodurch er sich einen Startplatz im Weltcup außerhalb des Nationenkontingents sichern konnte. Diese Erfolge führten dazu, dass Amiez bei den Weltmeisterschaften in Courchevel/Méribel an den Start gehen durfte, wobei er den 27. Platz im Slalom erreichte.
In der Vorbereitung auf die Weltcupsaison 2023/24 musste Amiez jedoch sein Training abrupt abbrechen, als bei ihm eine Myokarditis diagnostiziert wurde. Nichtsdestotrotz konnte er am 7. Januar 2024 beim Slalom in Adelboden mit Platz 11 seine bis zu diesem Zeitpunkt beste Weltcupplatzierung erreichen.
Bei den Weltmeisterschaften 2025 in Saalbach belegte er als bester Franzose den 7. Rang im Slalom. Zudem erreichte er gemeinsam mit Maxence Muzaton Platz 12 in der erstmals ausgetragenen Team-Kombination.

## Privates
Steven Amiez ist der Sohn der ehemaligen Skirennläufer Sébastien Amiez und Béatrice Filliol. Er lebt in Pralognan-la-Vanoise.

## Erfolge

### Weltmeisterschaften
- Courchevel/Méribel 2023: 27. Slalom
- Saalbach-Hinterglemm 2025: 7. Slalom, 12. Team-Kombination

### Weltcup
- 3 Platzierungen unter den besten zehn

### Weltcupwertungen
| Saison  | Gesamt | Gesamt | Slalom | Slalom |
| Saison  | Platz  | Punkte | Platz  | Punkte |
| ------- | ------ | ------ | ------ | ------ |
| 2022/23 | 126.   | 14     | 46.    | 14     |
| 2023/24 | 47.    | 183    | 14.    | 183    |
| 2024/25 | 34.    | 268    | 11.    | 268    |

### Juniorenweltmeisterschaften
- Val di Fassa 2019: DNF Slalom

### Europacup
- Saison 2022/23: 2. Slalomwertung
- 8 Podestplätze, davon 3 Siege

| Datum             | Ort          | Land     | Disziplin |
| ----------------- | ------------ | -------- | --------- |
| 23. Februar 2022  | Almaasa      | Schweden | Slalom    |
| 15. Dezember 2022 | Obereggen    | Italien  | Slalom    |
| 17. Dezember 2023 | Val di Fassa | Italien  | Slalom    |

### Weitere Erfolge
- 9 Siege bei FIS-Rennen
- Französischer Vizemeister im Slalom (2022, 2023, 2025)